# Monocerotiden
Die Monocerotiden sind ein Meteorstrom mit einer geringen ZHR von 2 Meteoren pro Stunde. Als Mutterkomet dieses Stromes wird der Komet P/Mellish geführt.
Zum Aktivitätsbeginn am 27. November befindet sich der Radiant im Sternbild Orion, knapp östlich von Stern Beteigeuze. Anschließend verlagert sich der Radiant ca. 1 Grad östlich pro Tag. Am Tag des Maximums befindet sich der Radiant im nördlichen Areal des Sternbildes Monoceros.